# Лонгано
Лонга̀но (на италиански: Longano, на местен диалект Lungànë, Лунганъ) е село и община в Централна Италия, провинция Изерния, регион Молизе. Разположено е на 700 m надморска височина. Населението на общината е 739 души (към 2010 г.).